# Prusias brasiliensis
Prusias brasiliensis là một loài nhện trong họ Sparassidae.
Loài này thuộc chi Prusias. Prusias brasiliensis được Cândido Firmino de Mello-Leitão miêu tả năm 1915.